# Śląski Grzbiet

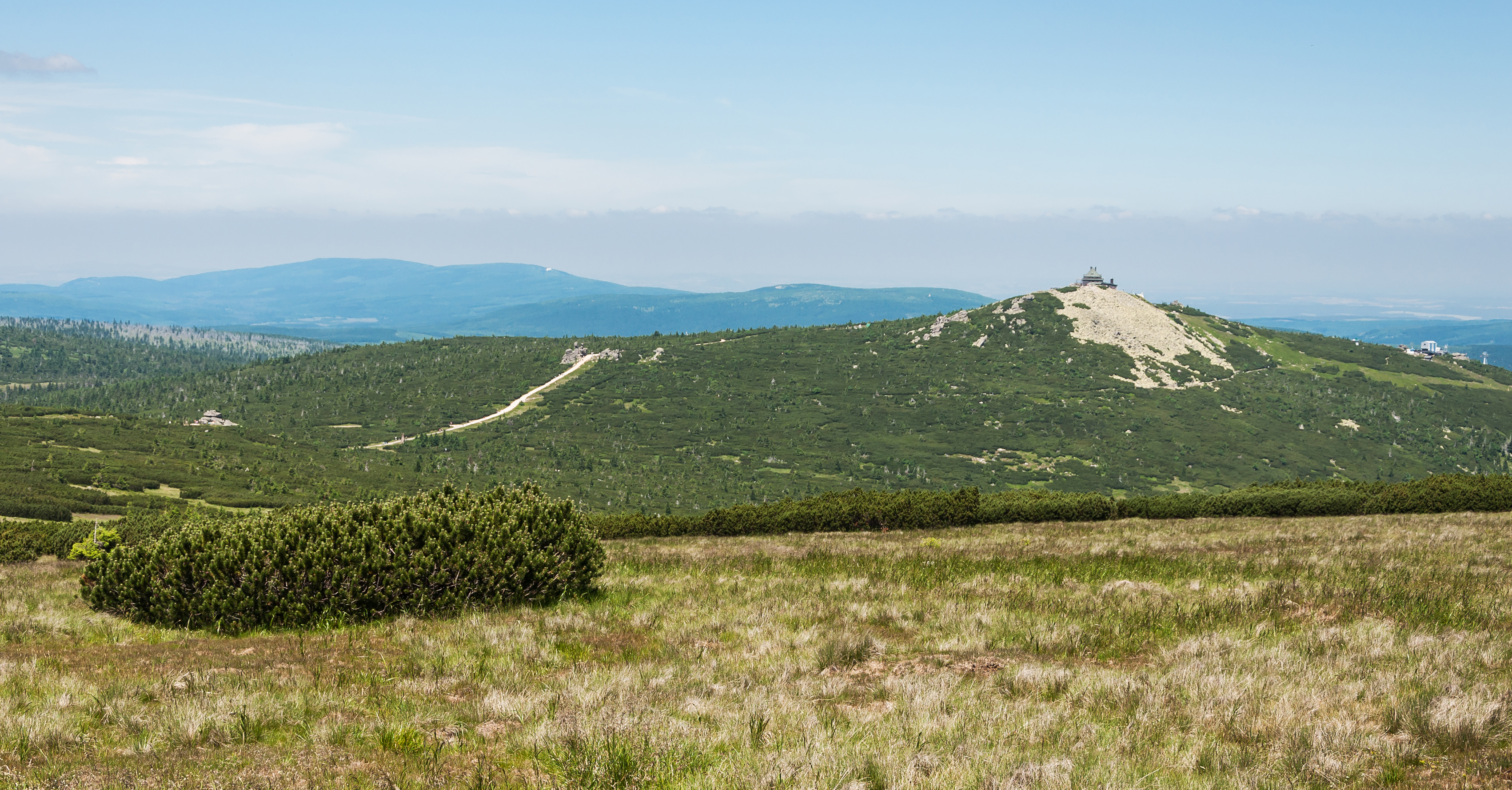
Śląski Grzbiet, po prawej Szrenica

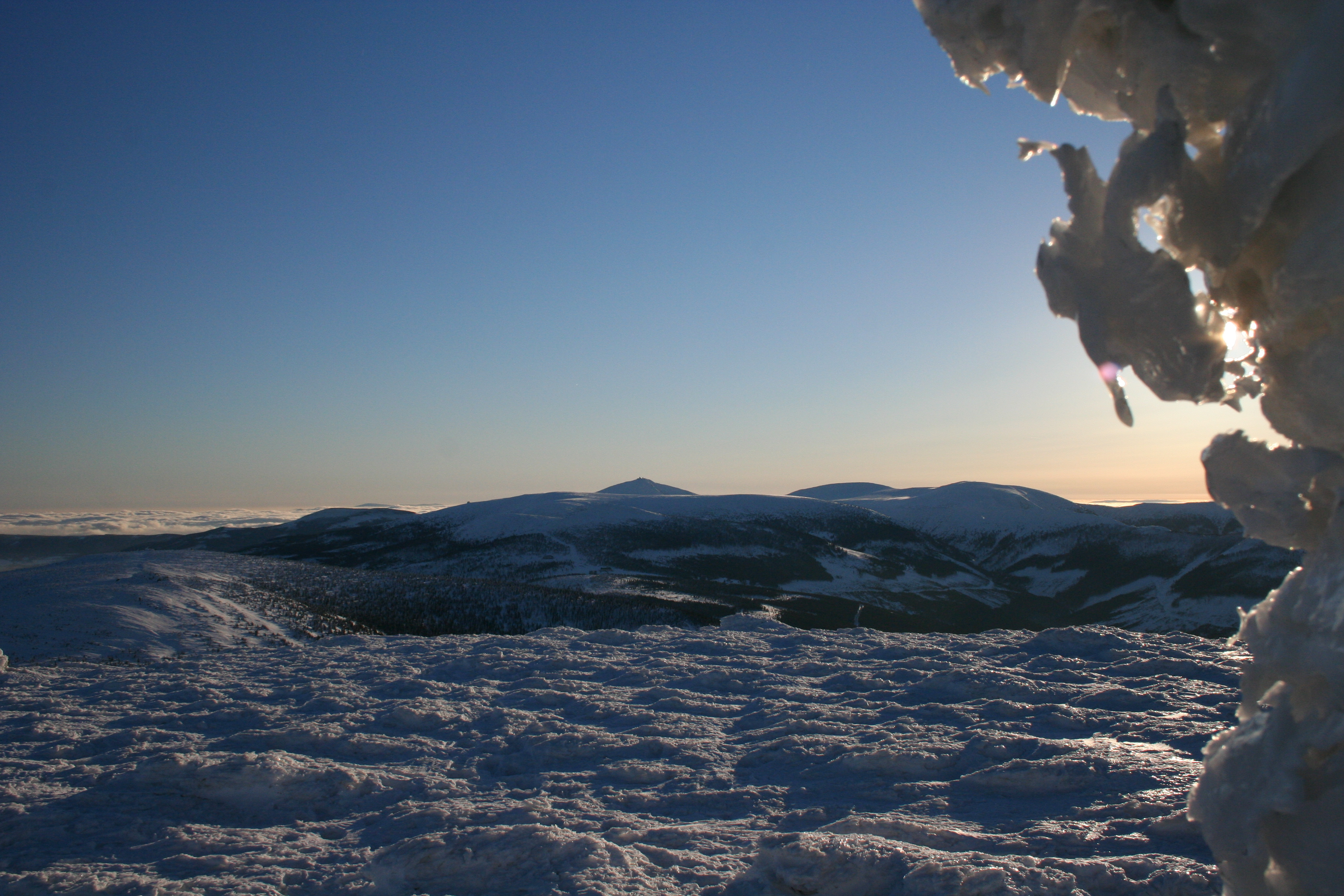
Śląski Grzbiet w dali Śnieżka

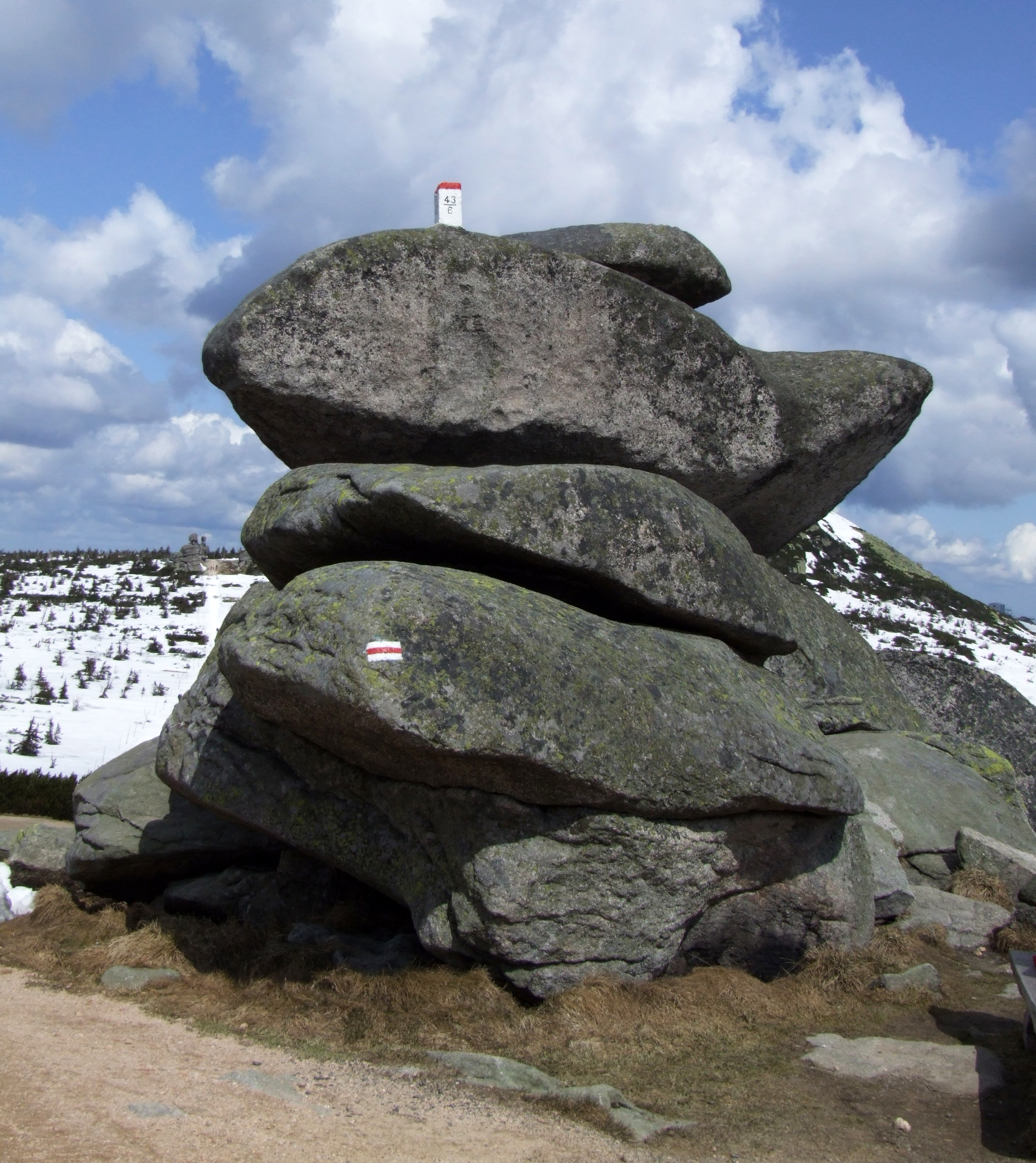
Skała Twarożnik w pobliżu Szrenicy

Śląski Grzbiet (1350–1450 m n.p.m.) – grzbiet górski w Sudetach Zachodnich w paśmie Karkonoszy.

## Położenie
Grzbiet położony jest między Przełęczą Szklarską (886 m n.p.m.) i Przełęczą pod Śnieżką (1394 m n.p.m.). Biegnie nim granica państwowa między Polską a Czechami.

## Opis
Śląski Grzbiet stanowi jedną z części Głównego Grzbietu Karkonoszy. Ma on charakter rozległej zrównanej wierzchowiny, położonej na wysokości 1350–1400 m n.p.m., z której wznosi się większość karkonoskich szczytów. Zazwyczaj są to kopulaste wierzchołki pokryte rumowiskiem skalnym (gołoborzem). W środkowej części Przełęcz Karkonoska (1198 m n.p.m.) i Przełęcz Dołek (1178 m n.p.m.) dzielą grzbiet na dwie części. Grzbiet ma dwie kulminacje: na zachodzie Wielki Szyszak (1509 m n.p.m.), a na wschodzie Smogornię (1489 m n.p.m.).
W obrębie powierzchni szczytowej, na wschodzie pomiędzy Smogornią po polskiej stronie, a Luční horą (1547 m n.p.m.) po stronie czeskiej oraz na zachodzie pomiędzy Łabskim Szczytem (1472 m n.p.m.) po polskiej stronie, a Kotelem (1435 m n.p.m.) po czeskiej stronie, występują rozległe spłaszczenia, tzw. równie, łączące Śląski Grzbiet z sąsiednim, równoległym Czeskim Grzbietem, które kiedyś brane były za zachowane powierzchnie zrównań denudacyjnych.

### Rzeźba
Grzbiet Śląski tworzy długi wał, o w miarę wyrównanej wierzchowinie, z wystającymi niezbyt wysoko, szpiczastymi lub kopulastymi wierzchołkami. Na wierzchowinie można obserwować formy będące efektem działalności procesów peryglacjalnych. Na zrównaniach grzbietowych oraz na zboczach występują obszerne torfowiska wysokie, niecki denudacyjne, kopulaste garby i ostańce skalne. Powierzchnia wierzchowiny grzbietu przechodzi wyraźnym załomem w północny stok Karkonoszy. Północny skłon jest wysoki i stromy z licznymi dolinami potoków, które go rozczłonkowują, tworząc boczne odgałęzienia. Południowy skłon składa się z wyraźnych spłaszczeń pooddzielanych głęboko wciętym dolinami rzecznymi. Z grzbietu i zboczy, zwłaszcza północnych sterczą liczne skałki.

### Budowa geologiczna
Śląski Grzbiet utworzony jest w całości z granitowego trzonu wyniesionego podczas alpejskich ruchów górotwórczych w trzeciorzędzie, z osią o kierunku WWN-EES. Jest on wyniesiony ponad Kotlinę Jeleniogórską o 1200 m. Prawdopodobnie jest to spowodowane uskokiem tektonicznym.
Według niektórych badaczy zróżnicowanie hipsometryczne Karkonoszy i Kotliny Jeleniogórskiej spowodowane jest różną odpornością poszczególnych odmian granitu na wietrzenie. Stwierdzony uskok oddziela Kotlinę Jeleniogórską od Pogórza Karkonoskiego, natomiast do tej pory nie stwierdzono istnienia uskoków oddzielających Pogórze od Karkonoskiego Padołu Śródgórskiego oraz ten ostatni od Śląskiego Grzbietu.

## Ważniejsze szczyty
Smogornia 1489 m n.p.m.
Čertova louka 1471 m n.p.m. (po czeskiej stronie)
Kopa 1375 m n.p.m.
Mały Szyszak 1440 m n.p.m.
Wielki Szyszak 1506 m n.p.m.
Śląskie Kamienie 1414 m n.p.m.
Czeskie Kamienie 1416 m n.p.m.
Śmielec 1424 m n.p.m.
Łabski Szczyt 1472 m n.p.m.
Szrenica 1362 m n.p.m.
Mumlawski Wierch 1217 m n.p.m.
Kocierz 929 m n.p.m.